# The Everlasting
"The Everlasting" é uma canção da banda britânica de rock Manic Street Preachers, lançada em novembro de 1998 como o segundo single do álbum This Is My Truth Tell Me Yours, lançado no mesmo ano.
A música foi escrita pelos três membros da banda, embora o título tenha sido sugerido por Nicky Wire, em referência ao poema "The Everlasting" de seu irmão, Patrick Jones. A música é descrita como uma das faixas mais tristes e dotadas de elegia na discografia do Manic Street Preachers.
A música alcançou a 11ª posição na UK charts e encerrou a sequência de singles lançados pela banda que ficavam entre o TOP 10. Em contrapartida, a canção ficou várias semanas nas paradas.

## Faixas

### CD single #1 (RU)
Epic 666593 2
1. "The Everlasting" – 6:11
2. "Black Holes for the Young" (Ft. Sophie Ellis-Bextor) – 4:11
3. "Valley Boy" – 5:10

### CD single #2 (RU)
Epic 666686 5
1. "The Everlasting" – 6:11
2. "The Everlasting" (Deadly Avenger Psalm 315) – 5:42
3. "The Everlasting" (Stealth Sonic Orchestra Remix) – 5:11

### CD single (EU)
Epic EPC 666593 1
1. "The Everlasting" – 6:11
2. "Black Holes for the Young" (Ft. Sophie Ellis-Bextor) – 4:11

### CD single (Austrália)
Epic 6668542
1. "The Everlasting" – 6:11
2. "Black Holes for the Young" (Ft. Sophie Ellis-Bextor) – 4:11
3. "Valley Boy" – 5:10
4. "The Everlasting" (Deadly Avenger's Psalm 315) – 5:42
5. "The Everlasting" (Stealth Sonic Orchestra Remix) – 5:11

### Fita cassete
1. "The Everlasting" – 6:09
2. "Small Black Flowers That Grow in the Sky (Live At Manchester Nynex)" (lyrics: Richey James) – 3:34

### 12" single
UK: Sony XPR3297
Lado A
1. "The Everlasting" (Deadly Avenger's Psalm 315) – 5:40
2. "The Everlasting" (Deadly Avenger's Psalm 315 Instrumental) – 5:40

Lado B
1. "The Everlasting" (Deadly Avenger's 69th St. Mix) – 4:46
2. "The Everlasting" (Deadly Avenger's 69th St. Instrumental) – 4:51

## Ficha técnica
Banda
- James Dean Bradfield - vocais, guitarra
- Nicky Wire - baixo
- Sean Moore - bateria